# セントルイス郡 (ミズーリ州)
セントルイス郡（英: St. Louis County）は、アメリカ合衆国ミズーリ州の東部に位置する郡である。人口は100万4125人（2020年）。郡庁所在地はクレイトンであり、同郡で人口最大の都市はフロリサントである。セントルイス郡はセントルイス都市圏に属しており、独立市であるセントルイスとミズーリ州、イリノイ州にある周辺郡を合わせると都市圏人口は280万人になる。

## 歴史
セントルイス郡は1812年に組織化された。元はフランス王ルイ14世にちなんで名付けられたフランス領ルイジアナのセントルイスと呼ばれた1地区だった。当初の郡庁所在地はセントルイス市中心街、ゲイトウェイ・アーチ側にある昔の郡庁舎を含めいくつかの建物だった。
1877年、セントルイス市が郡から分離して独立市となった。市の分離は1876年8月に僅差で承認されたが、郡側の住人は圧倒的に反対していた。市の住民は「郡の課税から除外され、郡政府に対する州の影響を除去する」ことを望むと主張した。当時、市の人口は35万人であり、郡の田園部は3万人に過ぎなかった。田園部には150マイル (240 km) の砂利道しかなかった。住民投票の結果は法廷で争われ、1877年3月に分離が公式のものになった。
セントルイス市にあった郡の元庁舎は市の財産になった。現在のユニバーシティシティ、ハンリー道路とオリーブ・ブールバード近くにあったマウントオリーブ・ホテルで、新しくかなり小さな郡政府が招集され、新しい郡庁舎の所在地を決めた。その候補地として、カークウッドとフロリサントがあった。ラルフ・クレイトンという農夫（当時90歳）が後にクレイトン市となる土地100エーカー (400,000 m2) を寄付した。そこはパインローンからノーマンディとキンロックを通ってフロリサントに至る狭軌市街電車のルートにあったこともあって、最終的に郡庁所在地に選ばれた。クレイトンはその場所が「市から馬で半日の行程」にあり、郡内の他の村よりアクセスしやすいと語った。38,000ドルをかけた最初の郡庁舎はハンリー道路の西、クレイトン道路の北に1878年12月に完成した。二代目の郡庁舎は1945年に建てられた（現在は郡警察署）。初代の郡庁舎は1971年に解体され、郡政府広場と近代的6階建て庁舎に替わった。
1977年、セントルイス郡では3台の車を爆破するテロ行為があり、2人が殺された。爆破犯人は捕まらなかった。
セントルイス郡の人口は1970年国勢調査で951,353人となり、セントルイス市の750,026人を超えた。2010年国勢調査ではセントルイス市の人口が19世紀以来の最小となり、郡の人口も郡始まって以来初めて減少したので、郡と市を再統合する話もでてきた。

## 郡政府
セントルイス郡は1950年ミズーリ州憲法で最初に自治憲章を採択した郡となった。現在のセントルイス郡憲章は、1979年11月6日の住民投票で採択された。
郡の行政権は郡執行役員（郡長）にあり、常勤で給与が支払われている。現職は2010年11月2日に再選されたチャーリー・ドゥーリーである。任期は4年間で郡の一般選挙で選出される。
条例は郡政委員会で採決される。郡政委員会は7人の委員からなり、委員は郡内7つの選挙区から各1人が選ばれる。委員の任期は選挙区の翌年1月1日から4年間である。選挙は偶数年に行われ、奇数番号の選挙区と偶数番号の選挙区で交互に行われる。
郡の公共図書館はセントルイス郡図書館であり、20の支所がある。

### 犯罪と安全
セントルイス郡は他の大型郊外郡と比較して、人口10万人当たりの犯罪率が全国最小のクラスにある。例えば、2003年には100万人以上の人口がいたが、殺人は30件だった。1991年以降、犯罪件数は25％減少しており、1973年以降でも最低の水準にある。セントルイス郡警察が郡内最大かつ主要な法執行機関である。
2009年上半期は2008年の同時期に比べて犯罪件数が19%減少したと報告された。夜盗が特に減少しており35%減となった。放火も33%、自動車窃盗は17%、強盗は15%、窃盗も15%減少した。殺人事件は2008年の6件に比して2009年は2件のみだった。

## 政治
セントルイス郡は民主党寄りだが、民主党の強い隣接するセントルイス市に比べれば、昔から中道寄りである。概して、郡東部は民主党寄りであり、西部は共和党支持の傾向がある。2004年の大統領選挙で民主党が多数票を集めたのは、州内でも都市型3郡、すなわちセントルイス郡とセントルイス市、さらにカンザスシティ都市圏で人口の多いジャクソン郡だけだった。
2008年大統領予備選挙で、郡内の共和党員は41%がジョン・マケイン、37%がミット・ロムニーを選んだ。民主党では63%がバラク・オバマ、36%がヒラリー・クリントンだった。民主党予備選挙には187,234票、共和党予備選挙には95,437票が投じられた。
2008年大統領本選挙では、59.5%、333.123票がオバマを支持し、マケインは39.6%、221,705票だった。
登録有権者は796,979人である。。

## 地理
アメリカ合衆国国勢調査局に拠れば、郡域全面積は524平方マイル (1,360 km2)であり、このうち陸地508平方マイル (1,320 km2)、水域は16平方マイル (41 km2)で水域率は3.03％である。

### 国立保護地域
- ビッグマディ国立魚類野生生物保護区（部分、チェスターフィールドにはブーンズクロッシングがある）
- ユリシーズ・S・グラント国立歴史史跡

### 自然の境界
ミズーリ川が北隣のセントチャールズ郡との境界になっている。ただし、流れが変わったので幾つかの例外はある。南のメラメック川がジェファーソン郡との境界の大半になっている。東はセントルイス市とミズーリ川である。西のフランクリン郡との境界は、メラメック川とミズーリ川が最も接近する場所を南北に繋ぐ線であり、パシフィック市を2分している。

### 地形
郡南西部でオザーク山地の丘陵が始まるが、その他の部分はかなり平たい台地である。西部はその岩がちな地形のために開発が進んでいない。南部のミシシッピ川に沿った崖は高さが200ないし300フィート (60 - 90 m) もある。西部のミズーリ川沿いで主な氾濫原はチェスターフィールド・バレーであり、その肥沃で黒い土壌にちなんで「ガンボ・フラット」と呼ばれている。1993年の大洪水のときは少なくとも10フィート (3 m) は水没したが、近年の工事で堤防が高くされた。コロンビア・ボトムは郡北部、ミシシッピ川とミズーリ川合流点に近い氾濫原である。ここは一般に公開される保全地区になっている。2つの氾濫原の間にあるミズーリ・ボトム地域は大半が農地だが、開発が進んでいる。デス・ペレス川が郡内陸を流れ、セントルイス市の地下を潜り、その後地表に出て郡と市の南境界をなしている。その他の水流としては、コールドウォーター・クリーク、ボノム・クリーククレーブキュール・クリークがミズーリ川に注ぎ、カイファー・クリーク、グランドグレイズ・クリークがメラメック川に注ぎ、ディア・クリークとグラボワ・クリークがデス・ペレス川に注いでいる。マリーン・クリークはミシシッピ川に合流している。

### 地質
地層は主に石灰岩と白雲岩であり、川に近い所の大半はカルスト地形となり、多くの洞穴や陥没および泉がある。表面には火成岩や変成岩が露出していない。セントピーター砂岩層の表面は透明ガラス製造に使われる白砂岩であり、郡南西隅のパシフィックで採掘されている。かつて煉瓦粘土の採掘が郡の主要産業だった。ミズーリ川沿いのシャルボニエ断崖は石炭が露出し、蒸気船の燃料補給に使われた。郡北部地下層の「セントルイス・アンティックライン」には小さな石油埋蔵量が確認されている。

### 植物相と動物相
ヨーロッパ人による開拓以前、この地域はプレーリーと公園のような森林であり、インディアンが火を付けることで維持されていた。樹種は主にオーク、カエデ、ヒッコリーであり、オザーク高原の森林に似ている。低木はアメリカハナズオウ、サービスベリー、アメリカヤマボウシが自生している。水際は主にアメリカスズカケノキが茂っている。1920年代までに郡内の樹木の大半が伐採された。その時以降、郡政府と南部の大型公園や未開発地域は深い森に覆われてきた。古い牧草地はエンピツビャクシンが茂っている。郡内住宅地の大半は大型の緑陰樹が植えられている。秋には紅葉を楽しむことができる。セントルイス郡は州内でも植物原生種が多く、広範な植物学調査が行われたことも一因になっている。植物種の多くは東部ウッドランドに典型的なものであるが、湿地では南方種が見つかり、陰のある小渓谷では北方種が見つかっている。外来種で注目されるのはスイカズラであり、公園に転換された農地で目立つ。これらは積極的に除去されている。
オジロジカやコヨーテなど個体数の増えている大型哺乳類は次第に都市化されてきている。トウブハイイロリス、ワタオウサギなど齧歯動物類は豊富である。またフクロウネズミ、ビーバー、マスクラット、アライグマ、スカンクもいる。大型鳥類では野生七面鳥、カナダガン、マガモに加え、ヒメコンドルやアカオノスリのような猛禽類、ダイサギやオオアオサギなど水鳥もいる。冬季にはハクトウワシがミシシッピ川のチェイン・オブ・ロックス橋周辺で見られる。セントルイス郡は渡り鳥が通るミシシッピ飛行路にあり、アメリカ東部で見られる小型の鳥の種類も多い。外来種のスズメは、北アメリカではセントルイス周辺に限られている。
春、特に雨期のあとにはカエルがよく見られる。アメリカヒキガエルが多く、「スプリング・ピーパー」と呼ばれるコーラスガエルはほとんど全ての池ごとにいる。セミやテントウムシが大量発生した年もあった。蚊やイエバエは共通の害虫である。このためにほとんどの窓にはスクリーンが取り付けられ、スクリーンを付けた玄関も多い。近年ミツバチの個体数が減少しており、他の花粉媒介昆虫がその代わりをしている。

### 気候
セントルイス郡は大陸性気候であり、大きな山も水域もないことでその気温を和らげている。冷たいカナダ北極気団と、暑く湿ったメキシコ湾の気団の影響を受ける。四季ははっきりしている。春は雨が多く、竜巻や吹雪など異常気象を生むことがある。夏は暑く、湿度が高いので気温100°F (38 ℃) 以上では不快指数が上昇する。秋は温暖で乾燥しており、完結的に豪雨があり、11月遅くには初雪を見ることがある。冬は冷涼から寒冷で、ときに雪が降り、気温は氷点下まで下がることがある。アルバータ・クリップのような冬の嵐は雨氷、凍雨、降雪を伴い数日間続くことがある。
セントルイス国際空港のあるランバートで、1971年から2000年の30年間平均気温は56.3°F (13.5 ℃) であり、平均降水量は36インチ (914 mm) だった。7月の平均最高気温は88.4°F (32 ℃)、1月の平均最低気温は22.6°F (-6 ℃) であるが、これを超える日が多い。氷点を下回る日は年間3日である。過去最高気温は1954年7月14日にセントルイス市で記録された115°F (46 ℃)、過去最低気温は1873年1月29日に記録された-23°F (-31 ℃) である。
冬季は最も乾燥する季節であり、平均雨量は6インチ (150 mm) である。春（3月から5月）は最も雨量が多く、10.5インチ (265 mm) である。植物の生育期には雨の降らない日が1、2週間続く。
雷雨は年間40ないし50日ある。そのいくつかは場所によって暴風や大きな雹を伴う。竜巻を伴うこともある。晩秋には異常な暖かさを記録することがあり、インディアンサマーと呼ばれる。11月や12月初旬までバラが咲くことがある。

### その他の地形
州最大の自然の湖はクレーブキュール湖であり、元々ミズーリ川の三日月湖だったが、現在は人気のある郡立公園の一部になっている。
マンチェスター道路はセントルイス市から西に向かい古代道路であり、ミズーリ川とメラメック川の流域の間を辿っており、川を横切らずに郡を出ていく2つの道の1つになっている。
「ザ・シンク」は郡最北部のカルト地形であり、多くの陥没がある。

### 隣接する郡
- セントチャールズ郡 - 北、北西
- マディソン郡 (イリノイ州) - 北東
- セントルイス市 - 東
- セントクレア郡 (イリノイ州)、モンロー郡 (イリノイ州) - 南東
- ジェファーソン郡 - 南
- フランクリン郡 - 南西

### 主要高規格道路
| - 州間高速道路44号線 - 州間高速道路55号線 - 州間高速道路64号線 - 州間高速道路70号線 - 州間高速道路170号線 - 州間高速道路255号線 - 州間高速道路270号線 - アメリカ国道40号線 - アメリカ国道50号線 - アメリカ国道61号線 - アメリカ国道66号線（1926年–1979年） - アメリカ国道67号線 | - ミズーリ州道21号線 - ミズーリ州道30号線 - ミズーリ州道100号線 - ミズーリ州道115号線 - ミズーリ州道141号線 - ミズーリ州道180号線 - ミズーリ州道231号線 - ミズーリ州道267号線 - ミズーリ州道364号線 - ミズーリ州道366号線 - ミズーリ州道367号線 - ミズーリ州道370号線 |

## 人口動態
以下は2010年の国勢調査による人口統計データである。
| 基礎データ - 人口: 998,954人 - 世帯数: 404,765 世帯 - 家族数: 263,423 家族 - 人口密度: 773人/km2（1,966人/mi2） - 住居数: 423,749軒 - 住居密度: 322軒/km2（834軒/mi2） 人種別人口構成 - 白人: 70.3%（非ヒスパニックは68.9％） - アフリカン・アメリカン: 23.3% - ネイティブ・アメリカン: 0.2% - アジア人: 3.5% - 太平洋諸島系: 0.03% - その他の人種: 0.9% - 混血: 1.9% - ヒスパニック・ラテン系: 2.5% 年齢別人口構成 - 18歳未満: 25.2% - 18-24歳: 8.3% - 25-44歳: 29.0% - 45-64歳: 23.5% - 65歳以上: 14.1% - 年齢の中央値: 38歳 - 性比（女性100人あたり男性の人口） - 総人口: 90.0 - 18歳以上: 85.7 | 世帯と家族（対世帯数） - 18歳未満の子供がいる: 31.0% - 結婚・同居している夫婦: 51.0% - 未婚・離婚・死別女性が世帯主: 12.7% - 非家族世帯: 33.0% - 単身世帯: 28.0% - 65歳以上の老人1人暮らし: 10.1% - 平均構成人数 - 世帯: 2.47人 - 家族: 3.05人 収入と家計 - 収入の中央値 - 世帯: 50,532米ドル - 家族: 61,680米ドル - 性別 - 男性: 45,714米ドル - 女性: 30,278米ドル - 人口1人あたり収入: 27,595米ドル（州内で最も裕福な郡） - 貧困線以下 - 対人口: 6.9% - 対家族数: 5.0% - 18歳未満: 9.3% - 65歳以上: 5.3% |

## 雇用
セントルイス郡は過去20年間で雇用数が急速に拡大しており、州内雇用数の28%を確保している。セントルイス郡は1980年代にセントルイス都市圏の経済中心として成長し、雇用数でも労働力でも地域最大となった。このときから、郡経済は繁栄を続け、低い失業率が続いている。州内の雇用数の約4分の1、セントルイス都市圏の約半分の雇用を確保している。
全国的なトレンドと同様に1990年代はかなり雇用数が増大し、2001年不況には失業の時期となった。2004年に雇用拡大が再開し、そこそこのペースで増加し、2006年第1四半期は健全な昇給もあった。
1980年代から製造業の雇用が減退したが、サービス産業の雇用が増えて、その形態は多様化してきた。製造業の雇用比率は199年の15％から2005年の11％に落ちた。対照的にサービス産業、特に教育と医療はかなり成長した。
1990年代を通じて郡内の失業率は都市圏のそれを下回っており、国内平均より遙かに低かった。2000年以降、郡内の失業率は都市圏および国内平均に近いものになっている。

## 住人
セントルイス郡は、中部、北部、西部、南部の4地域に分けられることが多い。北部は州間高速道路70号線の北にあり、西部は同270号線の西に、南部は同44号線の南に、中部はこれら3本の州間高速道路とセントルイス市との境に挟まれている。

### 西部
西部には、プロの運動家、専門職、新興富裕層が住み、高級住宅街を造っている。町としてはボールウィン、チェスターフィールド、クラークソン、クレーブキュール、デスペレス、エリスビル、ユーレカ、マンチェスター、タウンアンドカントリー、ツインオークス、バレーパーク、ワイルドウッドがある。チェスターフィールド・モールとウェストカウンティ・センターという2つの大きなショッピングセンターがある。教育学区としてはパークウェイとロックウッドの各学区があり、私立学校も多い。レジャースポットとしてはベルリブ・カントリークラブと、バタフライハウスのあるファウスト公園がある。

### 中部
中部は郡中央と東部である。その大半はセントルイス市の西にある。町としては、クレイトン、メイプルウッド、ブレントウッド、ウェブスターグローブズ、カークウッド、リッチモンドハイツ、フロンテナック、ワーソンウッズ、ラデュー、ロックヒル、オリベット、ユニバーシティシティ、セントアン、オーバーランドがある。州間高速道路70号線と同44号線を使って南北に、同270号線と同170号線を使って東西にアクセスでき、中央を同64号線が通っており、どこに行くにも高規格道路を利用できる。セントルイス市中心街に最も近いショッピングセンターとして、リッチモンドハイツにセントルイス・ガレリアがある。その他人気のある地域としてはユニバーシティシティのデルマー・ブールバードのザ・ループ、メリーランドハイツのウェストポート・プラザがある。クレイトンは多様な地元店舗、ブティーク、特徴あるレストランで知られている。

### 北部
北部にはボーイング社の防衛・宇宙・安全保障事業部、ランバート・セントルイス国際空港、エマソン・エレクトリック社がある。住民は郡内でも最も多様な地域である。公共交通が利用でき、セントルイス都市圏の鉄道体系であるメトロリンクが最初に敷かれたところだった。フロリサントのジェイムズタウン・モール、ヘイゼルウッドのセントルイス・ミルズなど大型ショッピングセンターがある。その他の町としては、ベルフォンテーヌ、ブリッジトン、ファーガソン、ジェニングス、スパニッシュレイクがある。ブリッジトンやヘイゼルウッドなどの町の住人は、その地域を「北西部」と呼んで他の北部と区別することも多い。北部は人種構成が多様なだけでなく、社会経済指標によっても多様である。州間高速道路170号線の東、ナチュラルブリッジ・コリダーに沿った北中部に位置する黒人や混血の多い町は、グレンエコーパーク、ベルリブ、ベル・リッジ、ベル・ノール、パサデナヒルズなどであり、イリノイ州オリンピアフィールズに次いで、メイソン・ディクソン線より北では最も豊な黒人社会となっている。セントルイス市と郡の境界線に沿い、州間高速道路70号線と同270号線の間にある郊外地は、過去。現在のホワイト・フライト（白人が都心部から郊外地に移転すること）の現象を見ることができる。

### 南部
南部は人口が多いが、大半が未編入地域である。郡の中では最も均質な地域であり、主な町としてはフェントン、リーメイ、メールビル、オークビル、アフトン、サンセットヒルズがある。オザーク山地とオザーク高原がここと隣のジェファーソン郡で始まっている。多くの町にはなだらかにうねった丘陵が多い。

## 都市と町
| - ボールウィン - ベラビラ - ベルフォンテーンニーバーズ - ベルリブ - ベル・ノール - ベル・リッジ - バークレー - ビバリーヒルズ - ブラックジャック - ブレッケンリッジヒルズ - ブレントウッド - ブリッジトン - カルバートンパーク - チャンプ - チャーラック - チェスターフィールド - クラークソン - クレイトン - 郡庁所在地 - クールバレー - カントリークラブヒルズ - カントリーライフエーカーズ - クレストウッド | - クレーブキュール - クリスタルレイクパーク - デルウッド - デスペレス - エドマンドソン - エリスビル - ユーレカ - フェントン - ファーガソン - フロリダヒルズ - フロリサント - フロンテナック - グレンコー - グレンデール - グレンエコーパーク - グラントウッドビレッジ - グリーンデール - グリーンパーク - ハンリーヒルズ - ヘイゼルウッド - ヒルズデール - ハントリー - ジェニングス - キンロック - カークウッド | - ラデュー - レイクシャー - マッケンジー - マンチェスター - メイプルウッド - マールボロ - メリーランドハイツ - モーリンエーカーズ - ノーマンディ - ノースウッズ - ノーウッド - オークランド - オリベット - オーバーランド - パシフィック - ページデール - パサデナヒルズ - パサデナパーク - パインローン - リッチモンドハイツ - リバービュー - ロックヒル | - シュルーズベリー - セントアン - セントジョージ - セントジョン - サンセットヒルズ、 - シカモアヒルズ - タウンアンドカントリー - ツインオークス - ユニバーシティシティ - アップランズパーク - バレーパーク - ベルダシティ - ベルダビレッジヒルズ - ビニータパーク - ビニータテラス - ワーソンウッズ - ウェブスターグローブズ - ウェルズトン - ウェストウッド - ウィルバーパーク - ワイルドウッド - ウィンチェスター - ウッドソンテラス |

## 未編入領域
郡内の人口と土地の3分の1は未編入領域にあり、173平方マイル (450 km2) となっている。91の市町村に属さないこの地域で郡政府は地域分け、法典の強制と警察などのサービスを提供している。その自治体のようなサービスは住民322,085人に提供されている。郡のゴミ回収とリサイクルがその一例である。このサービスができる前は個人単位に回収業者と契約する責任があった。

## 教育

### 高校
セントルイス郡の公立高校に加えて多くの私立や教区の学校があり、カトリック系の中等教育校の数は大陸アメリカ合衆国でも最大である。これはセントルイスが大司教区であり、歴史的にカトリックの町であることが関わっている。地域でも最も裕福である西部に権威ある私立学校の大半がある。

### 大学

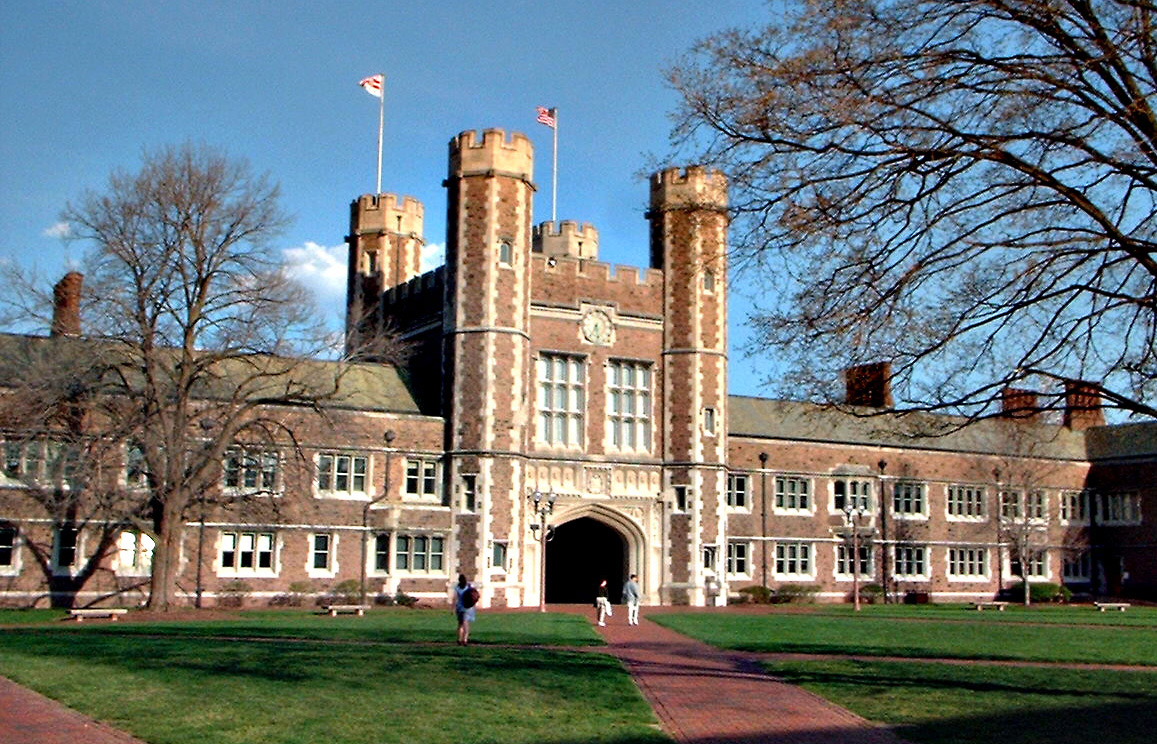
ワシントン大学のブルッキングス広場

- セントルイス・ワシントン大学ダンフォース・キャンパス（キャンパスの西側80％が郡内にあり、東側はセントルイス市内にある[16][17][18]
- セントルイス大学
- ミズーリ大学セントルイス校
- ウェブスター大学 - ウェブスターグローブズ市
- フォントボン大学
- ミズーリ・バプテスト大学
- メリービル大学
- リンデンウッド大学

## 医療
1927年、最初のセントルイス郡病院を建設するために100万ドルの債券が発行された。200床の人種差別を撤廃した病院建設は1929年にクレイトン市で始まった。1931年7月に開業し、1986年6月まで運営が続けられた。

## 経済
2011年、セントルイス都市圏の総生産は1,331億ドルだった。アメリカ合衆国の大都市圏では第21位である。州内では都市圏雇用数の半分を確保しており、州全体の4分の1に相当する。さらに住民一人当たり収入が49,727ドルと州内最大である。フォーチュン1000にはセントルイス郡を本拠とする13社が入っている。
アイモズピザ社とセイブ・ア・ロット社が郡内未編入領域に本社を置いている。
セントルイス郡経済委員会は郡政府の経済開発機関であり、事業と住民のために経済機会を増加させることに貢献している。